# Rinkenæs Sogn
Rinkenæs Sogn (deutsch Rinkenis; Sønderjysk bzw. Sundevedsk: Rengenæs) ist eine Kirchspielsgemeinde an der Flensburger Förde in Nordschleswig, Dänemark. Seit 1966 gehörte die Gemeinde zur Kommune Gråsten (deutsch Gravenstein), die ihrerseits mit der Kommunalreform 2007 in der Kommune Sønderborg (dt. Sonderburg) aufging. Der Ort liegt gegenüber der Halbinsel Holnis.

## Gemeindegebiet

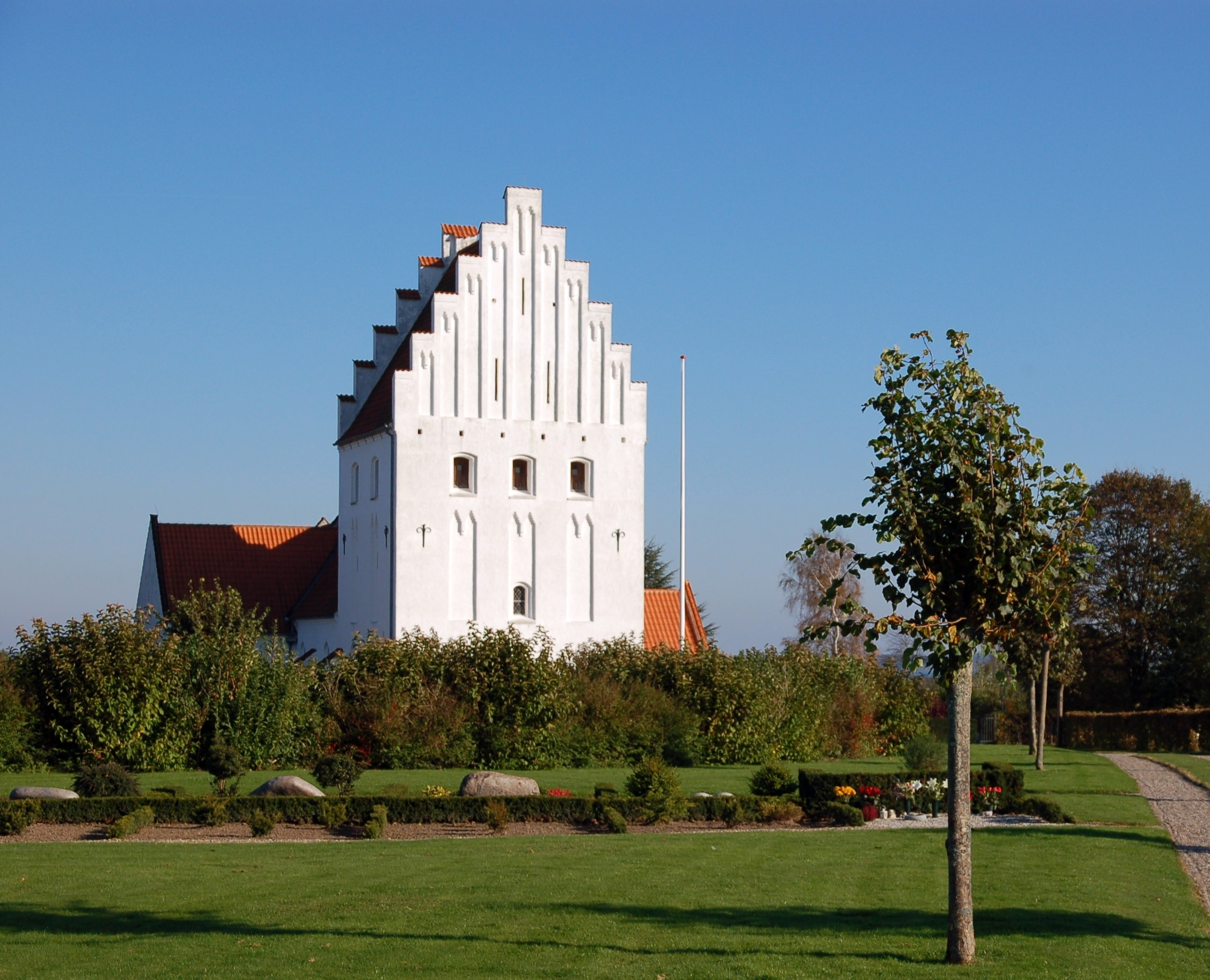
Rinkenæs Korskirke

Das Gebiet der Gemeinde ist sehr hügelig. Im Norden ist es stark bewaldet. Im Süden öffnet es sich zur Flensburger Förde, deren Ufer über den Gendarmstien, einem teilweise unbefestigten Wanderweg, durchweg zugänglich sind.
Das relativ kleine Kirchspiel umfasst 17,69 km² Grundfläche und hat 2599 Einwohner, von denen 1240 im Ort selbst leben (Stand 1. Januar 2023). Es besteht aus den folgenden Wohnplätzen, die während der Zugehörigkeit zu Preußen zwischen 1867 und 1920 in zwei Landgemeinden aufgeteilt waren:
- Rinkenis (dänisch Rinkenæs) mit den Ortschaften Alnor, Nalmaibrück (Naldmadebro) und Trappen, die heute den Charakter von Vorstädten für den Nachbarort Gravenstein haben, sowie den Wohnplätzen Sandacker und Dalsgaard am Ufer der Förde
- Beken (dänisch Bækken) mit der am Strand gelegenen Fischersiedlung Stranderott (dänisch Stranderød)

Nachbargemeinden sind im Westen Holbøl (deutsch Holebüll), im Norden Kværs (deutsch Quars) und im Osten Gråsten-Adsbøl (deutsch Gravenstein-Atzbüll).

## Geschichte
In Rinkenæs untersuchte das Haderslev Museum 1997 einen Komplex von fünf Megalithanlagen, die über etwa 300 Jahre hinweg die Entwicklung des Begräbnisrituals aufzeigen: Vom Urdolmen über den Rechteckdolmen zum Großdolmen und zwei Ganggräbern.
Das Gebiet von Rinkenæs, das spätestens im 12. Jahrhundert eine eigene Kirche bekam, gehörte ursprünglich zur Lundtoftharde. Im 14. Jahrhundert kam diese trotz weit geringerer Entfernung zu den Amtssitzen Aabenraa (deutsch Apenrade), Sønderborg und Flensburg zum Amt Tondern, wo sie bis 1850 verblieb. Seit dem Spätmittelalter kam ein großer Teil dieser Harde und auch des Kirchspiels Rinkenis in den Besitz von Seegaard, des über Jahrhunderte größten adligen Gutes im Herzogtum Schleswig. Nach dessen Konkurs 1722 spaltete sich Gråsten davon ab und übernahm auch die Besitzungen im Kirchspiel Rinkenæs. Von 1725 bis 1852 gehörte der adlige Teil des Kirchspiels wie Gråsten und einige Besitzungen der Umgebung dem Herzog von Augustenborg (deutsch Augustenburg). Der übrige Teil gehörte weiterhin zur Lundtoftharde im Amt Tondern.
1850 kam die Lundtoftharde zum Amt Apenrade. 1853 wurden sämtliche adlige Gutsbesitzungen wieder zur Harde gelegt, so dass das Kirchspiel Rinkenæs erstmals seit dem Mittelalter unter einer einheitlichen Jurisdiktion stand.

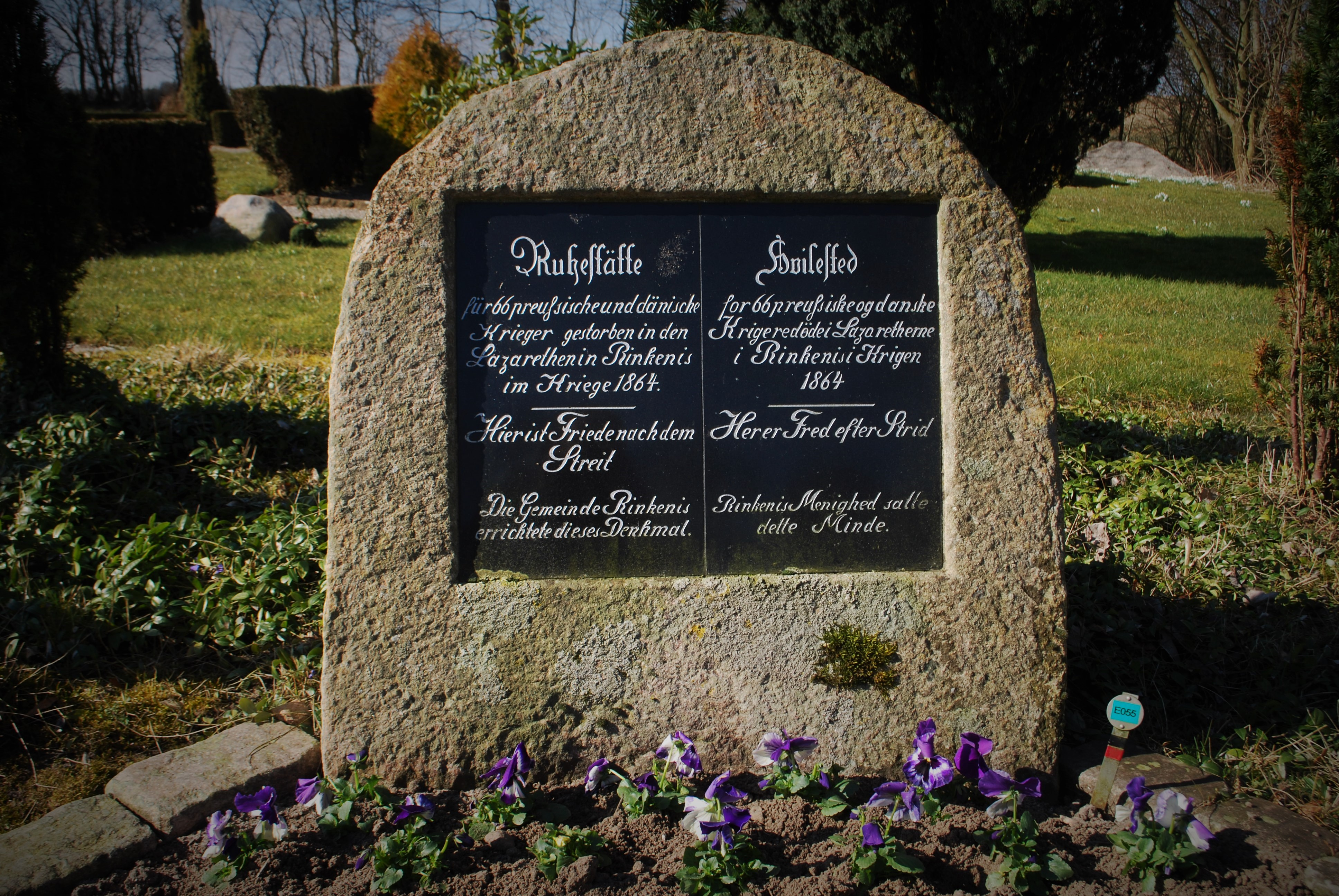
Grabstein für preußische und dänische Soldaten auf dem Friedhof der Rinkenæs Gamle Kirke

Der Krieg von 1864 führte dazu, dass das Herzogtum Schleswig an Preußen fiel. 1867 wurde der preußische Kreis Apenrade in den bisherigen Amtsgrenzen gebildet und das Kirchspiel Rinkenis in die zwei Landgemeinden Beken und Rinkenis aufgeteilt. 1889 wurde der Amtsbezirk Rinkenis gebildet, dem auch die beiden Landgemeinden Quars und Törsbüll des Nachbarkirchspiels Quars zugeteilt wurden. Neben dem Fischerei, Forst- und Landwirtschaft spielte zeitweise die Ziegelproduktion eine wichtige Rolle.
Bei der Volksabstimmung in Schleswig stimmten am 10. Februar 1920 582 Rinkenisser für die Zugehörigkeit zu Dänemark und 283 für Deutschland. Ab dem 15. Juni 1920 war Rinkenæs wieder ein Teil Dänemarks und bildete eine Kirchspielslandgemeinde. Diese wurde 1966, vier Jahre vor der großen Verwaltungsreform in ganz Dänemark, mit der Nachbargemeinde Gråsten zusammengelegt.

## Verkehr
Hauptverkehrsader ist die A 8 von Tønder (deutsch Tondern) nach Sønderborg, die das Gemeindegebiet in west-östlicher Richtung durchzieht. Über eine Buslinie haben die an dieser Straße liegenden Dörfer stündlich Verbindung mit Sønderborg, Gråsten und Flensburg sowie alle zwei Stunden direkt mit Husum. In Rinkenæs endet die Fördeuferstraße.
Der Bahnhof in Rinkenæs an der Bahnstrecke Sønderborg–Tinglev wurde 1974 stillgelegt. Der nächste Bahnhof ist Gråsten, von wo Intercity-Verbindungen nach Kopenhagen bestehen.

## Sehenswürdigkeiten

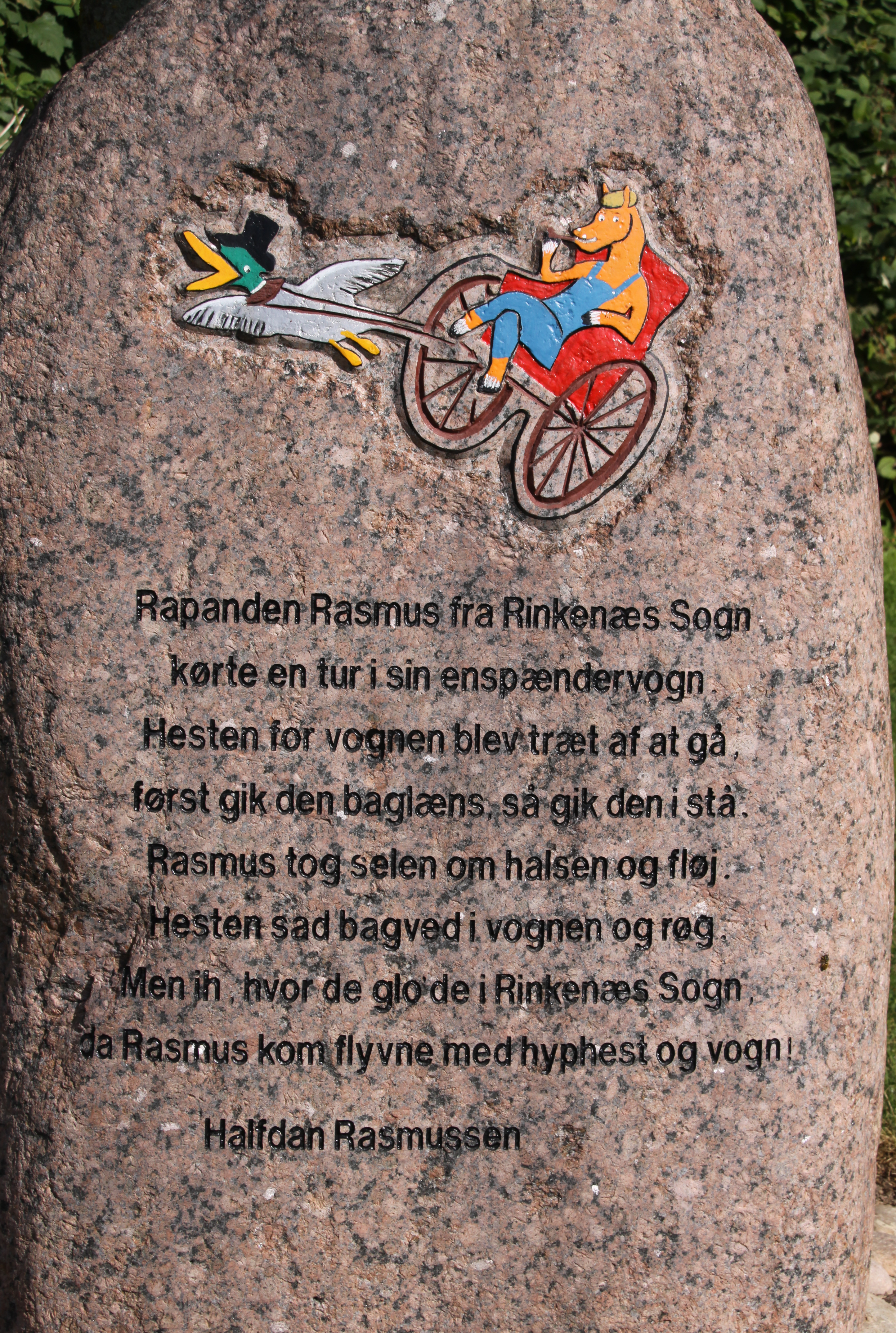
Gedenkstein für Halfdan Rasmussen für eine Komposition für den Ort

- Alte Kirche St. Laurentius, romanisch, Feldstein, einsam nördlich des Hauptdorfes belegen
- Neue Kirche zum Heiligen Kreuz, 1932 vollendet, Treppengiebelturm im seeländischen Stil, als nationales Denkmal Sinnbild einer "typisch dänischen" Kirche
- zahlreiche alte Höfe, darunter Bennichsgaard mit einem eindrucksvollen Haupthaus im Stil des Historismus
- Hof Buskmose, Villenburg unweit der Alten Kirche
- Rinkenæs Fyr, der kleine Leuchtturm von Rinkenæs
- Wanderweg Gendarmstien entlang der Förde, besonders schön zwischen Stranderott und Sandacker
- hügelige Landschaft mit vielen Aussichtspunkten auf die Flensburger Förde

## Persönlichkeiten
- Arndt Georg Nissen (1907–1979), Hochseesegler und Maler